# Ansiktsprofil

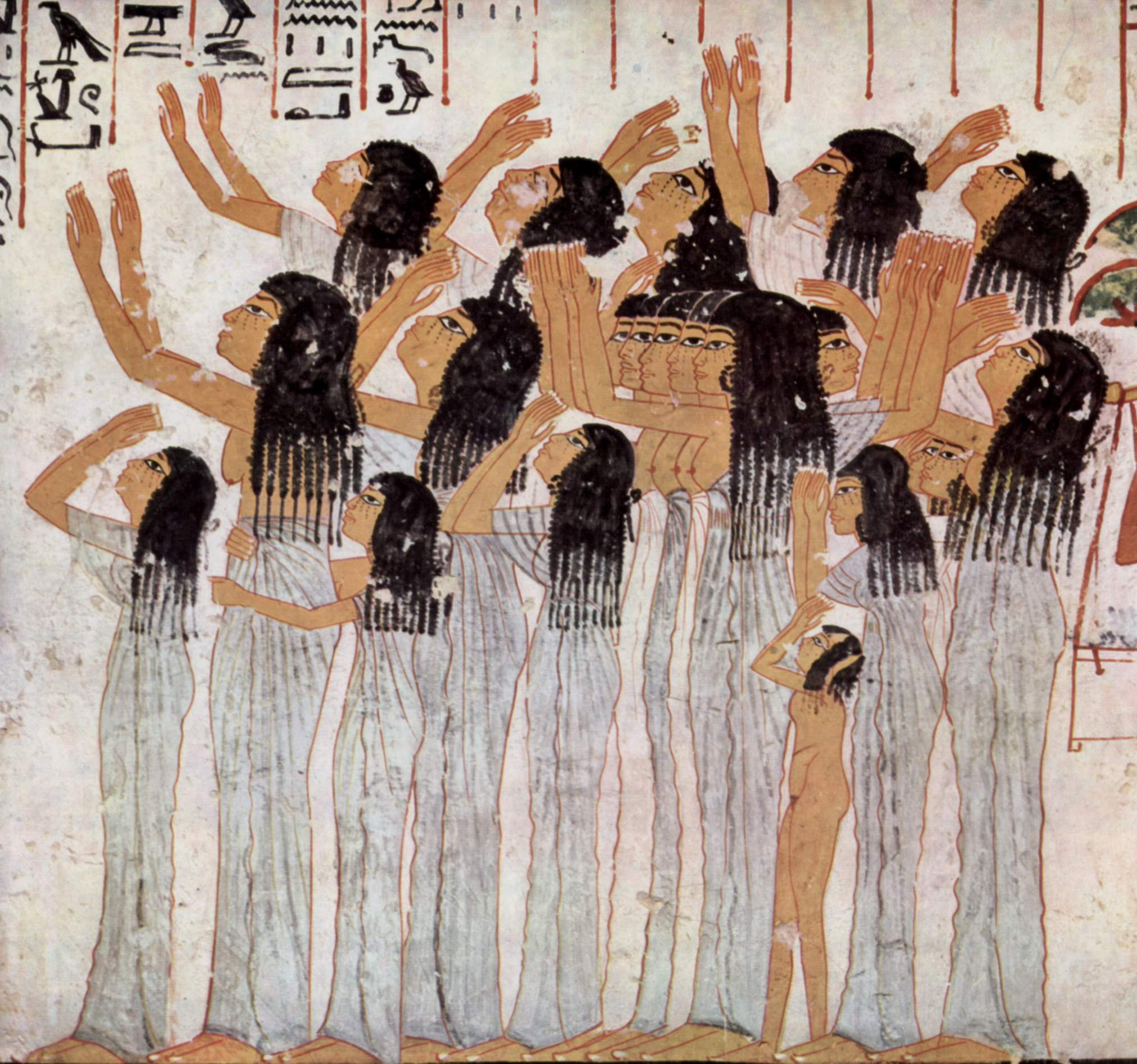
Egyptisk väggmålning med personer avbildade i profil.

En profil är ett porträtt där en persons ansikte avbildas från sidan. Profilbilder har varit vanliga i olika antika kulturer, särskilt i egyptisk konst.
Ordet profil kommer av italienska profilo, av profilare som betyder 'rita (av) i profil', ytterlinje, kontur. Motsatsen är 'en face'.